# Kaffeklubben
Kaffeklubben est une petite île située au nord du Groenland et, comme lui, constitutive du royaume de Danemark. Elle est la terre émergée la plus septentrionale du monde,. 
L'île mesure environ 0,7 km de long sur 0,3 km de large et est située dans l'océan Arctique, à environ 35  km à l'est du cap Morris Jesup, le point le plus au nord de la Terre de Peary et de l'île du Groenland. Elle est distante d'environ 708 km du pôle Nord.

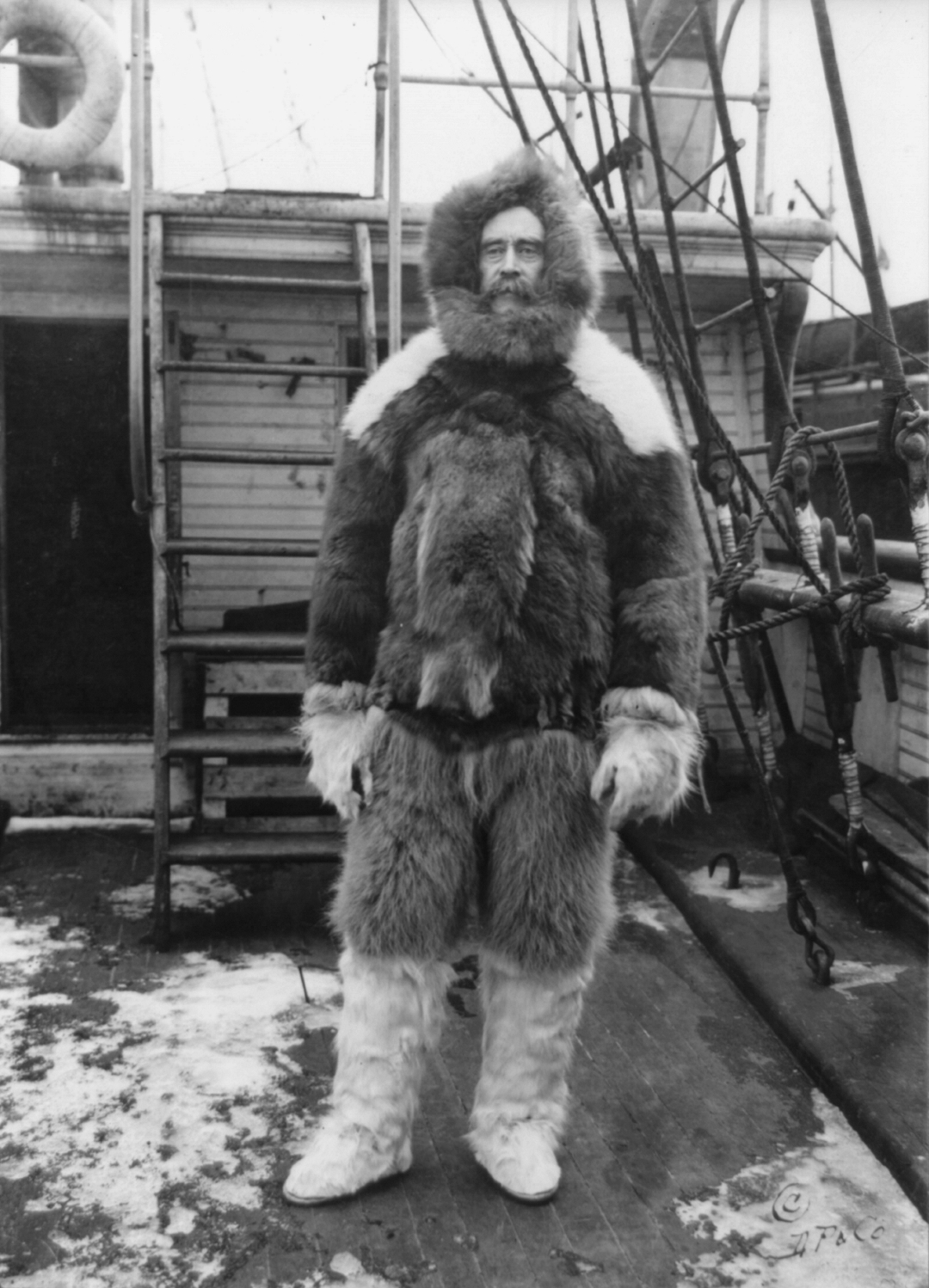
L'explorateur polaire Robert Edwin Peary (1856 - 1920), sur le pont principal du bateau à vapeur Roosevelt, vers 1909.

Kaffeklubben fut découverte par Robert Peary en 1900 et explorée pour la première fois par le danois Lauge Koch en 1921,, qui la nomma d'après le café du Muséum minéralogique de l'université de Copenhague (en),. En 1969, une équipe canadienne calcula que sa pointe nord se situe 750 m plus au nord que le cap Morris Jessup, lui permettant de détenir le record de la terre (et de l'île) la plus septentrionale de la planète.
Depuis, plusieurs bancs de graviers ont été trouvés plus au nord, le plus célèbre étant Oodaaq, découvert en 1978. Il est toutefois incertain qu'ils puissent prétendre au record car ils sont rarement permanents, régulièrement recouverts par des glaces dérivantes ou submergés par l'océan (Oodaaq, par exemple, semble avoir disparu depuis 1996).
Qeqertaq Avannarleq, découvert en 2021, s'est rapidement révélé n'être qu'un iceberg recouvert de terre et cailloux.